# Jocelyn Enriquez
Jocelyn Enriquez (San Francisco, 28 de dezembro de 1974) é uma cantora de pop-dance norte-americana de descendêcia filipina: seus pais são da província de Pangasinán.

## Carreira
Jocelyn participava de um grupo musical só de garotas na escola da Pinay Divas, em ao grupo En Vogue,  que eram conhecidas como as “Divas do Funky”
Seu álbum de estreia, Lovely foi lançado em 1994 e duas músicas tiveram tímida repercussão, como o hit de estreia “I´ve been thinking about you” e  "Make it last forever". Em 1996, mudou-se para a Tommy Boy Records, onde teve, no final daquele ano, seu primeiro importante hit, "Do you miss me?" e seu segundo álbum, Jocelyn,  foi lançado no início de 1997. Jocelyn alcançou a posição # 182 na Billboard 200 álbuns e # 11 na Billboard Top Heatseekers.
"Do You Miss Me?" se tornou um hit no Top 40 de dance e pop (# 17 e # 38 picos, respectivamente), e alcançou a posição # 49 no Hot 100. O single também foi bem-sucedido fora dos EUA onde alcançou # 7 em Singapura e foi Top 20 no Canadá. Em seguimento, "A little bit of ecstasy" não foi um grande hit no rádio, atingindo a posição # 25 no Hot Dance Music Chart, no entanto, teve vendas mais fortes do que "Do You Miss Me?" (atingindo # 1 no Hot Dance Music/Maxi Singles-chart de vendas, em oposição a # 8 do outro hit), o que lhe permitiu atingir # 55 na Billboard Hot 100. "A little bit of ecstasy" é lembrado até hoje, devido à sua inclusão no jogo DDRMAX2 PlayStation 2 e no Brasil teve boa repercussão, especialmente por que integrou a trilha sonora da novela O Amor Está no Ar. Outro sucesso foi Stay with me, que fez parte da trilha sonora internacional da novela Por Amor, como tema de Laura (Vivianne Pasmanter). A banda de pop punk Lucky Boys Confusion regravaram em 2001 a música "Do you miss me?"
Desde 1997, Enriquez teve vários sucessos nos Estados Unidos como "Big Love". Outro hit veio em 1998, como parte de um supergrupo chamado “Stars on 54” (tradução: Estrelas em 54), que consistia de Enriquez, a holandesa Amber e a norte-americana Ultra Naté; as três lançaram um cover da música "If You Could Read My Mind" de Gordon Lightfoot, um hit de 1971, para o filme Studio 54.
Em 2000, ela apareceu no Cindy Margolis show para  apresentar a música "When I get close to you", que liderou o Hot Dance Music/Club Play chart naquela época.
Em 2003, Enriquez lançou seu terceiro álbum, All my life, e fundou sua própria gravadora, a JEM Entertainment. Dois singles foram lançados no álbum: "No way no how" e "Why". "No Way No How" se tornou um hit surpresa e alcançou a posição # 1 no chart Hot Dance Music Club.
Ela foi vocalista convidada na faixa do grupo Thunderpuss, " So Fabulous So Fierce ", que também aparece na série Dance Revolution (video game).
Glenn Gutierrez, um produtor musical que também auxiliou a carreira de Stevie B no início de 1980, foi responsavel também por lançar Jocelyn.
Jocelyn Enriquez é casada, mãe de quatro crianças e atualmente reside em San Antonio,Texas.

## Discografia

### Álbuns de estúdio
| 1994                                               | Lovely - Lançado: 5 de Julho de 1994 - Gravadora: Classified Records          | —   | —  |
| 1996                                               | Jocelyn - Lançado: 1996 - Gravadora: Classified Records                       | 182 | 11 |
| 2003                                               | All My Life - Lançado: 11 de Fevereiro de 2003 - Gravadora: JEM Entertainment | —   | —  |
| "—" denota um lançamento que não entrou na parada. |                                                                               |     |    |